# Maria Orłowska
Maria Elżbieta Orłowska (ur. 1951 w Warszawie) – polska informatyczka, profesor nauk technicznych, wykładowczyni akademicka, w latach 2008–2013 (z krótką przerwą w 2012) sekretarz stanu w Ministerstwie Nauki i Szkolnictwa Wyższego, w 2012 sekretarz stanu w Ministerstwie Finansów.

## Życiorys
Ukończyła w 1974 studia na Wydziale Matematyki i Mechaniki Uniwersytetu Warszawskiego. W 1981 uzyskała stopień naukowy doktora na Politechnice Warszawskiej. W 2003 otrzymała stopień DSc na University of Queensland. Habilitowała się w 2004 w Instytucie Podstaw Informatyki PAN. 11 lutego 2009 otrzymała tytuł naukowy profesora nauk technicznych. Specjalizuje się w systemach baz danych, integracji i problemach performacji dużych systemów informatycznych.
Od 1988 do 2007 pracowała naukowo na University of Queensland, od 1990 jako profesor na Wydziale Informatyki. W 1995 została dyrektorem ds. studiów doktoranckich (wypromowała ponad 32 doktorów). Była też dyrektorem Distributed Systems Technology Centre (Narodowego Centrum Badawczego w Dziedzinie Systemów Rozproszonych). W 2004 została członkinią Australijskiej Akademii Nauk. Jest autorką licznych publikacji naukowych w międzynarodowej prasie specjalistycznej. Jest autorką lub współautorką patentów, m.in. w zakresie rozwiązań dotyczących bezpiecznych transakcji w procesach ekonomicznych. W lipcu 2007 powróciła na stałe do Polski. Objęła stanowisko profesora w Polsko-Japońskiej Wyższej Szkole Technik Komputerowych w Warszawie. W styczniu 2008 została sekretarzem stanu w Ministerstwie Nauki i Szkolnictwa Wyższego. W lutym 2012 została odwołana z tej funkcji. W tym samym miesiącu została sekretarzem stanu w Ministerstwie Finansów. 28 maja 2012 ponownie została sekretarzem stanu w Ministerstwie Nauki i Szkolnictwa Wyższego. Funkcję tę pełniła do grudnia 2013 została odwołana z pełnionej funkcji. Objęła stanowisko prorektora Polsko-Japońskiej Wyższej Szkoły Technik Komputerowych w Warszawie.

## Wyróżnienia
Wyróżniona tytułem doktora honoris causa University of Queensland (2013).